# Saint-Matré
Saint-Matré korábbi község Franciaországban, Lot megyében. Lakosainak száma 142 fő (2018. január 1.). Saint-Matré Montaigu-de-Quercy, Belmontet, Le Boulvé, Saux és Sérignac községekkel határos.
2019. január 1-jén három másik korábbi községgel egyesült és az így létrejött Porte-du-Quercy új község része lett.

## Népesség
A település népessége az elmúlt években az alábbi módon változott:
| Lakosok száma | 185  | 137  | 139  | 122  | 134  | 110  | 109  | 133  | 136  | 142  |
|               | 1968 | 1975 | 1982 | 1999 | 2006 | 2011 | 2013 | 2016 | 2017 | 2018 |